# Kolsh, Kukes
Kolsh, Kukes là một xã trong quận Kukës thuộc hạt Kukës, Albania. Dân số năm 2005 là 1591 người.